# Premis Ondas 1972
Els Premis Ondas 1972 van ser la dinovena edició dels Premis Ondas, atorgats el 1972. En aquesta edició es diferencien sis categories: Premis Nacionals de ràdio, nacionals de televisió, locals, internacionals de ràdio i televisió, hispanoamericans i especials.

## Nacionals de ràdio
- Millor programa cultural: El intérprete y su obra de RNE Madrid
- Millor programa musical: Las semanas de la SER de SER Madrid
- Millor programa recreatiu: Gente importante de SER Madrid
- Millor locutor: Juan Martín Navas de RNE
- Millor locutora: Carmen Pérez de Lama de cadena SER

## Nacionals de televisió
- Millor presentador: Raúl Matas de TVE Madrid
- Ricard Blasco i Laguna, pel programa España siglo XX de TVE Madrid
- Millor programa cultural: La noche de los tiempos de TVE Madrid
- Millor programa cultural: Crónicas de un pueblo de TVE Madrid

## Locals
- Millor locutor: Primitivo Luengo de RNE- Oviedo
- Programa musical: María Dolores Savin de La Voz del Mediterráneo Tarragona
- Millor programa musical: Trotadiscos de Radio Barcelona
- Millor programa cultural: La hora del soldado de RNE Centre Emissor Atlántico Tenerife
- Millor programa recreatiu: Cimbalillo de Radio Palencia

## Internacionals de ràdio
- Millor programa informatiu: Bonjour Vietnam d'ORTF-París (França)
- Millor programa cultural: I passaren els segles de Ràdio Israel-Tel-Aviv (Israel)
- Millor programa recreatiu: La Corrida de RAI-Roma (Itàlia)

## Internacionals de televisió
- Millor programa informatiu: L'exèrcit a Irlanda de TV AVRO-Hilversum (Holanda)
- Millor programa cultural: L'home i la màgia de RAI-Roma (Itàlia)
- Millor programa recreatiu: La carrossa de TV Polonesa-Varsòvia (Polònia)
- Pierre Lazareff, a títol pòstum d'ORTF-París (França)

## Hispanoamericans
- Millor locutor: Héctor Ricardo Larrea de Radio Continental-Buenos Aires (Argentina)
- Millor programa recreatiu: Por los caminos de España de Puerto Rico (EUA)
- Millor programa cultural: Tierra colombiana d'Eucario Bermúdez de Caracol Radio (Colòmbia)
- Ricardo Azcárraga a títol pòstum (Mèxic)

## Especials
- Enrique Mariñas de RNE La Corunya
- Festival Internacional de la Cançó de Benidorm de REM Madrid
- Rastro de Dios de cadena COPE Madrid
- Un, dos, tres... responda otra vez de TVE Madrid
- Eduardo Reyna per la seva tasca a Venevisión
- Philippe Leroy pel seu personatge a La vita di Leonardo da Vinci de RAI-Roma (Itàlia)
- Antonio Martí per la seva tasca com a realitzador de Ràdio i TV Iugoslava-Zagreb (Iugoslàvia)
- Als 50 anys de servei de BBC Londres (Gran Bretanya)
- Transtel, pels seus serveis als Jocs Olímpics d'Estiu de 1972, Deutsche Welle-Bonn (Alemanya)
- Arturo Uslar Pietri (Veneçuela)
- Miguel Alemán Valeri (Mèxic)
- Rebeca López (Colòmbia)